# Nernst-Verteilungskoeffizient
Der Nernst-Verteilungskoeffizient Kd (Nernst distribution coefficient) in der Geologie ist das Verhältnis von der Konzentration des Elementes Y im Mineral (m) zu dem der Konzentration in der Flüssigkeit (l):
{\displaystyle Kd(Y)={\frac {C_{m}(Y)}{C_{l}(Y)}}}